# Actinodaphne nicobarica
Actinodaphne nicobarica är en lagerväxtart som beskrevs av Mohan Gangopadhyay. Actinodaphne nicobarica ingår i släktet Actinodaphne och familjen lagerväxter. Inga underarter finns listade i Catalogue of Life.